# 上の岱地熱発電所
座標: 北緯39度00分06秒 東経140度36分15秒 / 北緯39.001764度 東経140.604063度
上の岱地熱発電所（うえのたいちねつはつでんしょ）は、東北電力が管理運営する地熱発電所。

## 概要
秋田県湯沢市高松字大日台106-1にある。東北水力地熱が提供する蒸気を利用している。周辺には「上の岱地熱発電所PR館」が設置されている。

## 発電設備
- 定格出力：28,800kW[1]
- 営業運転開始：1994年（平成6年）3月4日

## 東北地方太平洋沖地震の被害
2011年3月11日に発生した東北地方太平洋沖地震発生時には運転停止中だった。